# Extinction des vautours en Inde
 (septembre 2024).
En Inde, la majorité des vautours sont des espèces menacées d’extinction.
Dans les années 1980, la population totale estimée de vautours était de 40 millions d'individus. Une seule des neuf espèces de vautours vivant en Inde, le vautour chaugoun (Gyps bengalensis), pouvait compter plusieurs millions d’oiseaux, faisant de cette espèce le rapace le plus commun alors dans le monde. Désormais cette population ne comporte plus que quelques milliers d'oiseaux. Des années 1990 à 2010, 97 % de la population des vautours du sous-continent indien a disparu, plaçant quasiment toutes les espèces en danger critique d'extinction.

## Contexte historique
Les vautours sont des rapaces vivant en communauté et dans des milieux anthropiques, ils sont donc généralement très dépendants du mode de vie des hommes (culture, société, activité, etc.). L’Inde offre un cadre très particulier et propice aux vautours de par sa culture hindoue. Les hindous ne mangent pas les bovins qu’ils considèrent comme des animaux sacrés. Néanmoins les vaches sont utilisées pour les produits laitiers et la force de travail et on compte environ 500 millions de têtes en Inde dont seulement 4 % sont destinées à la boucherie. Les vautours sont donc le seul système d’équarrissage (traitement des carcasses) naturel de la société indienne, même dans les villes. On a observé jusqu’à 15 000 vautours dans les dépotoirs de carcasses de Delhi.
Mais à partir des années 1990, scientifiques et naturalistes commencèrent à remarquer une diminution du nombre de vautours dans le ciel indien. Cette chute s’accéléra au point que les Indiens et la communauté scientifique internationale alertée tentèrent de découvrir la cause de ces disparitions.

### Un produit vétérinaire cause de toutes ces disparitions
La cause de la disparition des vautours a été trouvée par le Dr Lindsay Oaks et son équipe en 2003 : le diclofenac, qui est un anti-inflammatoire non stéroïdien commun donné au bétail. Il est utilisé pour le traitement symptomatique de toutes inflammations, fièvres et/ou douleurs associées à une maladie ou blessure. Il est largement utilisé en Inde à partir des années 1990 pour le traitement du bétail du pays, qui compte environ 300 millions d'animaux. Un vautour est exposé à des doses mortelles du diclofenac s’il mange la carcasse d’une bête traitée peu de jours avant sa mort avec ce produit,. L'exposition au diclofenac entraîne la mort des animaux de dix à quinze jours après l'apparition des symptômes, conduisant à des dépôts crayeux dans les viscères des animaux, similaire à la goutte viscérale des volailles .
Un modèle de simulation montre qu’il suffit de moins de 1 % de carcasses contaminées par le diclofenac pour décimer les vautours en Inde. Or, une étude menée sur ces carcasses montre que plus de 10 % de celles-ci sont contaminées par le diclofenac en Inde,. On a donc un pourcentage de carcasses traitées largement suffisant pour décimer les vautours. Cependant les études robustes concernant l'utilisation du diclofenac en Inde manquent. Les effets d'autres anti-inflammatoires à usage vétérinaire ont été testé, notamment le kétoprofène, mais ils ne permettent pas d'expliquer l'ampleur de la disparition des vautours.

### Réaction à la suite de cette découverte
À la suite des recherches menées sur le diclofenac vétérinaire (puisqu’il existe aussi pour les humains) et une longue campagne pour interdire le médicament en médecine vétérinaire, il est banni du marché indien le 11 mars 2006 ; le gouvernement népalais prend les mêmes mesures en août 2006, suivi par les Pakistanais. Un produit de remplacement est rapidement trouvé et proposé à la suite de tests effectués sur des vautours en captivité : le meloxicam. Il a le même effet que le diclofenac sur le bétail, mais pas sur les vautours, de là toute la nécessité de valoriser ce médicament en Inde qui continue normalement d'utiliser le diclofenac pour la médecine humaine, avec des détournements illégaux toujours pratiqués pour les animaux.

### Espèces les plus touchées
L'Union internationale pour la conservation de la nature considère que plusieurs espèces de vautours sont en danger critique d'extinction en Inde.
Les espèces de vautours gyps semblent être les plus touchées par le diclofenac. La population de vautours chaugouns (Gyps bengalensis) a chuté de 99,7 % entre 1993 et 2002. Les populations de vautour indien (Gyps indicus) et de vautour à long bec (Gyps tenuirostris) ont, elles, diminué de 97,4 %. La petite différence entre ces vautours vient du fait que le vautour chaugoun est plus sensible au diclofenac que les deux autres espèces, qui ont presque atteint le seuil d’extinction.
Les deux autres espèces gyps : vautour de l'Himalaya (Gyps himalayensis) et vautour fauve (Gyps fulvus) sont moins touchées car le vautour fauve est seulement hivernant en Inde et sa population est beaucoup plus petite et le vautour de l'Himalaya a une petite population et exclusivement montagnarde.
Pour les mêmes raisons, la situation des vautours est tout aussi dramatique au Népal et au Pakistan.

## Conséquences liées à la disparition des vautours
La disparition soudaine du système d’équarrissage naturel de l’Inde entraine forcément des conséquences et ce à divers niveaux.

### Environnementales
Il y a tout d’abord, les graves contaminations des points d’eau vitaux aux villageois, car les carcasses jadis éliminées par les vautours pourrissent aujourd’hui en plein air aux abords des villages. Ces milieux aquatiques contaminés peuvent être le ravitaillement en eau « potable » de plusieurs 
villages et un lieu de jeu pour les enfants.

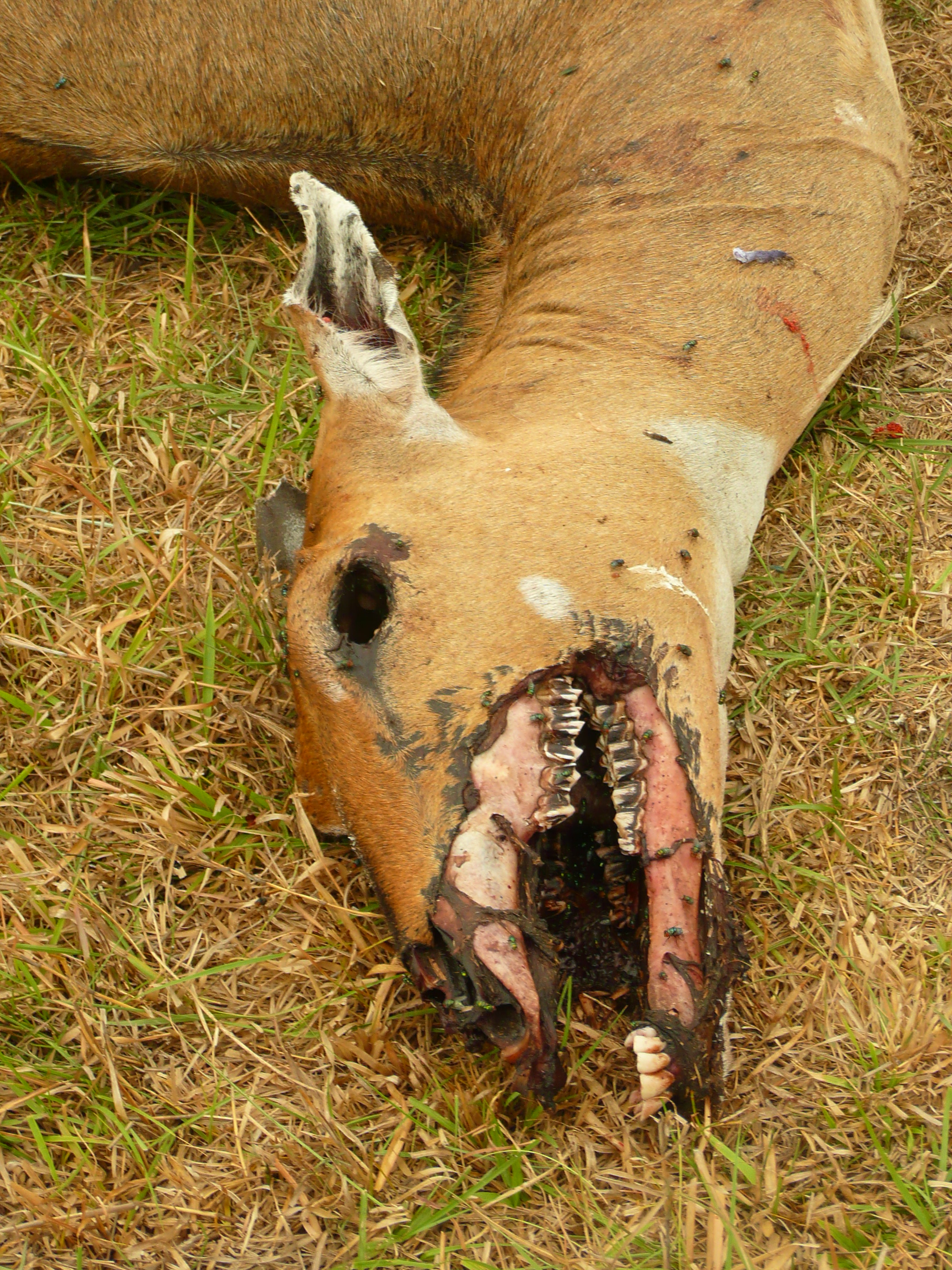
Carcasse située à quelques mètres d'un point d'eau

Ensuite, la disparition des vautours « libèrent » la place d’équarrisseurs à d’autres espèces comme le chien errant et le rat. Mais ces nouveaux équarrisseurs ne sont pas aussi efficaces que les vautours. En effet le métabolisme des vautours est un réel « cul-de-sac » pour tous les éléments pathogènes, alors que celui du chien et du rat ne détruit pas ces éléments, et donc, en devient porteur.
L’Inde compte aujourd'hui 18 millions de chiens errants soit la population de carnivores la plus importante dans le monde.

### Sanitaires
Ces chiens errants porteurs de maladies (rage, charbon, peste, etc.) attrapées sur les carcasses putréfiées se promènent librement dans les villages et les villes ; conséquence directe et indirecte de la mort de milliers de personnes. En 2014 en Inde, 30 000 Indiens meurent de la rage chaque année soit plus de la moitié de tous les cas à l’échelle mondiale. Une personne est mordue tous les deux secondes et une meurt de la rage tous les 30 minutes. 70 % des victimes sont des enfants de moins de 15 ans. Faute de statistiques fiables, il est cependant difficile de déterminer si la disparition des vautours a effectivement un effet sur le nombre de cas de rage en Inde.
La plus grande lenteur d'élimination des carcasses par les vautours pourrait également être la cause d'une augmentation des cas de botulisme.

### Économiques
Les soins contre ces maladies entraînent évidemment des coûts énormes pour le gouvernement indien et son peuple. Environ 500 000 Indiens sont traités contre la rage par an, au prix de 1500 roupies par personne sachant que le salaire minimum en Inde est de 120 roupies par jour. Les gens pauvres n’ont donc pas accès à ces soins, et pourtant ce sont eux qui sont les plus touchés. D’après une étude menée par M.K.Sudarshan en 2007 les traitements pour soigner les Indiens mordus ont coûté à l’Inde 25 millions de dollars.[réf. nécessaire]
À ces coûts énormes s’ajoute la gestion des chiens errants vecteurs de ces maladies. Au début ils étaient tués sans restriction[réf. nécessaire], mais sous la pression d’organismes pour la défense des droits des animaux ces méthodes ont dû être cessées. La nouvelle solution proposée est donc de vacciner et de stériliser les chiens errants (essentiellement femelles), le coût est énorme. La mise en place de ces actions comporte de nombreuses difficultés : manque de matériel, de personnel, capture compliquée des animaux, etc. Néanmoins ces stérilisations sont pour le moment nécessaires car si les chiens venaient à disparaitre ce seraient d’autres équarrisseurs indésirables qui prendraient leur place (singe, chat, etc.)[réf. nécessaire].
Si on tient compte du coût des traitements des personnes mordues et des frais liés à la gestion des chiens errants, des chercheurs ont prouvé que la disparition des vautours a coûté à l’Inde la somme de 34 milliards de dollars américains.

### Culturelles
Si les conséquences sanitaires, écologiques, et économiques sont importantes, l’impact culturel n’en reste pas moins majeur. La culture Parsis croit que la Terre, le Feu et l’Eau sont des éléments sacrés et que toute crémation ou enterrement est une souillure. Pour accéder au Ciel, ce sont les vautours qui jouent le rôle de lien avec la Terre lors du décès d’un parsis[réf. nécessaire]. Le corps du défunt est donc déposé sur une « Tour du silence », où il sera consommé par les vautours libérant ainsi son âme. Les 82 000 Parsis indiens privés de leurs émissaires célestes se voient obligés de délaisser leur antique coutume pour des questions d’hygiènes car les corps mettent maintenant six mois à disparaître[réf. nécessaire].

## Bilan catastrophique
- déclin le plus rapide jamais enregistré sur un si grand nombre d’individus ;
- augmentation du nombre de chiens errants vecteurs de maladies graves et transmissibles : rage, anthrax, peste, etc. ;
- le plus de cas de décès par la rage dans le monde dont 70 % sont des enfants de moins de 15 ans, en Inde ;
- une communauté religieuse dont les rites funéraires sont perturbés ;
- coût de la disparition des vautours en Inde : 34 milliards de dollars US.

## Programme de reproduction et de préservation

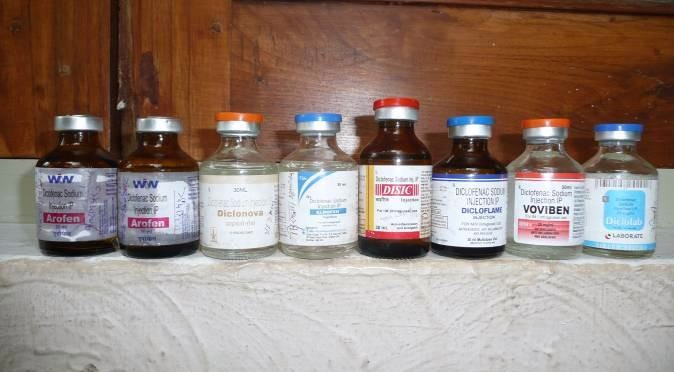
Diclofenac acheté pour la médecine humaine en 2009

Malgré le retrait du diclofenac en 2006, ce dernier est encore vendu en Inde dans certaines régions,. De plus cette étude a montré que le diclofenac humain était parfois utilisé à des fins vétérinaires.
Ainsi, la situation indienne actuelle est non propice à la survie des vautours[réf. nécessaire]. Les populations de vautours continuent à décroitre entre 20 % et 40 % par an depuis 2007.
Cependant, différents programmes de préservation, d'élevage et de reproduction pour la réintroduction dans le milieu naturel des espèces les plus menacées sont en place depuis les années 2010. Parmi les plus importants, se trouvent le centre des vautours de Pinjore dans l'Haryana, et ceux des États du Bengale-Occidental, d'Assam et de Madhya Pradesh. Ces centres participent à la création de zones de sécurité pour les vautours dans lesquelles l'usage du diclofenac est banni (en accord et avec le contrôle des autorités locales) ainsi qu'à la réintroduction progressive dans leur milieu naturel des individus reproduits et élevés en captivité, un long processus qui prend plusieurs années pour un vautour.